# Michel Leclère
Michel Leclère, född 18 mars 1946 i Mantes-la-Jolie, är en fransk racerförare.

## Racingkarriär
Leclère vann det franska F3-mästerskapet 1973 och hade därefter vissa framgångar i formel 2. Han debuterade i formel 1 för Tyrrell i deras tredjebil på Watkins Glen i USA 1975, där han dock fick bryta. Säsongen efter körde han ett par lopp för Williams och sedan några för Wolf, som tagit över Williams bilar. Leclère inledde med en tiondeplats för Wolf i Spanien 1976, men därefter blev det sämre varför han byttes ut och sedan var hans racingkarriär över.

## F1-karriär
| Säsong | Stall/Tillverkare                                       | Poäng | Placering |
| ------ | ------------------------------------------------------- | ----- | --------- |
| 1975   | Tyrrell-Ford                                            | 0     | –         |
| 1976   | Williams (Wolf-Williams-Ford) Wolf (Wolf-Williams-Ford) | 0     | –         |